# 勝川町 (春日井市)
勝川町（かちがわちょう）は、愛知県春日井市の地名。現行行政地名は勝川町1丁目から10丁目。

## 地理
春日井市南西部に位置する。東は長塚町・町田町、西は御幸町・勝川町西、南は名古屋市守山区、北は惣中町・大和通・角崎町・旭町・八光町にそれぞれ接する。

### 河川
- 庄内川
- 地蔵川

## 歴史

### 沿革
- 1889年（明治22年）10月1日 - 町村制による東春日井郡勝川村となる[1]。
- 1893年（明治26年）7月16日 - 町制施行に伴い、勝川町となる[1]。
- 1906年（明治39年）7月16日 - 味美村・春日井村・柏井村を編入し、旧町域が勝川町大字勝川となる[1]。
- 1943年（昭和18年）6月1日 - 春日井市成立に伴い、同市大字勝川となる[1]。
- 1948年（昭和23年） - 春日井市大字勝川の一部により、同市勝川町が成立[1]。同時に大字勝川は、勝川町のほか、旭町・八光町・若草通・長塚町・惣中町・勝川新町・追進町・天神町・大和通・角崎町となり消滅[1]。
- 1968年（昭和43年） - 一部が御幸町となる[1]。
- 1976年（昭和51年）・1978年（昭和53年） - 追進町・長塚町・惣中町・味美知多町とそれぞれ境界変更を実施する[1]。

## 世帯数と人口
2021年（令和3年）10月1日現在の世帯数と人口は以下の通りである。
| 丁目         | 世帯数    | 人口    |
| ------------ | --------- | ------- |
| 勝川町1丁目  | 70世帯    | 106人   |
| 勝川町2丁目  | 372世帯   | 732人   |
| 勝川町3丁目  | 95世帯    | 224人   |
| 勝川町4丁目  | 306世帯   | 684人   |
| 勝川町5丁目  | 309世帯   | 630人   |
| 勝川町6丁目  | 308世帯   | 727人   |
| 勝川町7丁目  | 232世帯   | 641人   |
| 勝川町8丁目  | 320世帯   | 653人   |
| 勝川町9丁目  | 172世帯   | 372人   |
| 勝川町10丁目 | 94世帯    | 222人   |
| 計           | 2,278世帯 | 4,991人 |

### 人口の変遷
国勢調査による人口の推移
| 1995年（平成7年）  | 3,427人 | [ WEB 4 ] |  |
| 2000年（平成12年） | 3,609人 | [ WEB 5 ] |  |
| 2005年（平成17年） | 3,742人 | [ WEB 6 ] |  |
| 2010年（平成22年） | 4,801人 | [ WEB 7 ] |  |
| 2015年（平成27年） | 4,830人 | [ WEB 8 ] |  |

## 学区
市立小・中学校に通う場合、学校等は以下の通りとなる。また、公立高等学校に通う場合の学区は以下の通りとなる。
| 字・丁目     | 小学校                                    | 中学校               | 高等学校普通科 |
| ------------ | ----------------------------------------- | -------------------- | -------------- |
| 勝川町1丁目  | 春日井市立山王小学校                      | 春日井市立知多中学校 | 尾張学区       |
| 勝川町2丁目  | 春日井市立山王小学校                      | 春日井市立知多中学校 | 尾張学区       |
| 勝川町3丁目  | 春日井市立山王小学校                      | 春日井市立知多中学校 | 尾張学区       |
| 勝川町4丁目  | 春日井市立山王小学校                      | 春日井市立知多中学校 | 尾張学区       |
| 勝川町5丁目  | 春日井市立山王小学校                      | 春日井市立知多中学校 | 尾張学区       |
| 勝川町6丁目  | 春日井市立勝川小学校                      | 春日井市立中部中学校 | 尾張学区       |
| 勝川町7丁目  | 春日井市立勝川小学校                      | 春日井市立中部中学校 | 尾張学区       |
| 勝川町8丁目  | 春日井市立勝川小学校 春日井市立小野小学校 | 春日井市立中部中学校 | 尾張学区       |
| 勝川町9丁目  | 春日井市立勝川小学校                      | 春日井市立中部中学校 | 尾張学区       |
| 勝川町10丁目 | 春日井市立勝川小学校                      | 春日井市立中部中学校 | 尾張学区       |

## 交通

### 鉄道
- JR東海交通事業城北線[2]勝川駅

### 道路
- 国道19号（春日井バイパス）[2]
- 愛知県道508号内津勝川線（下街道）[2]
- 国道302号（名古屋環状2号線）[2]
- 名古屋第二環状自動車道 勝川IC（名古屋南JCT方面）

## 施設

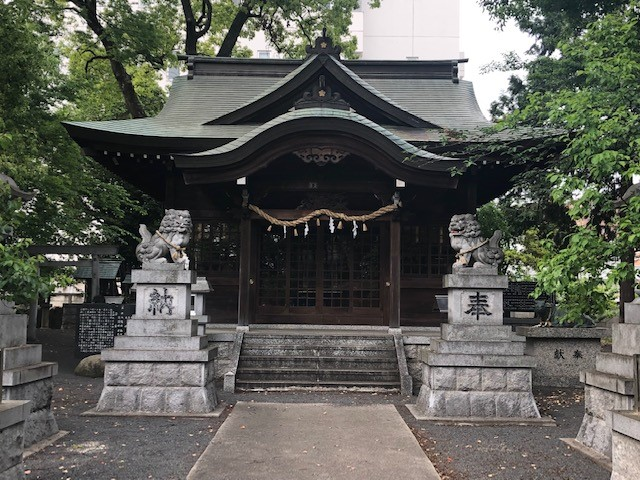
天神社
- 愛宕神社[2]
- 臨済宗妙心寺派太清寺[2]
- 兜塚（勝川具足）[6][7]
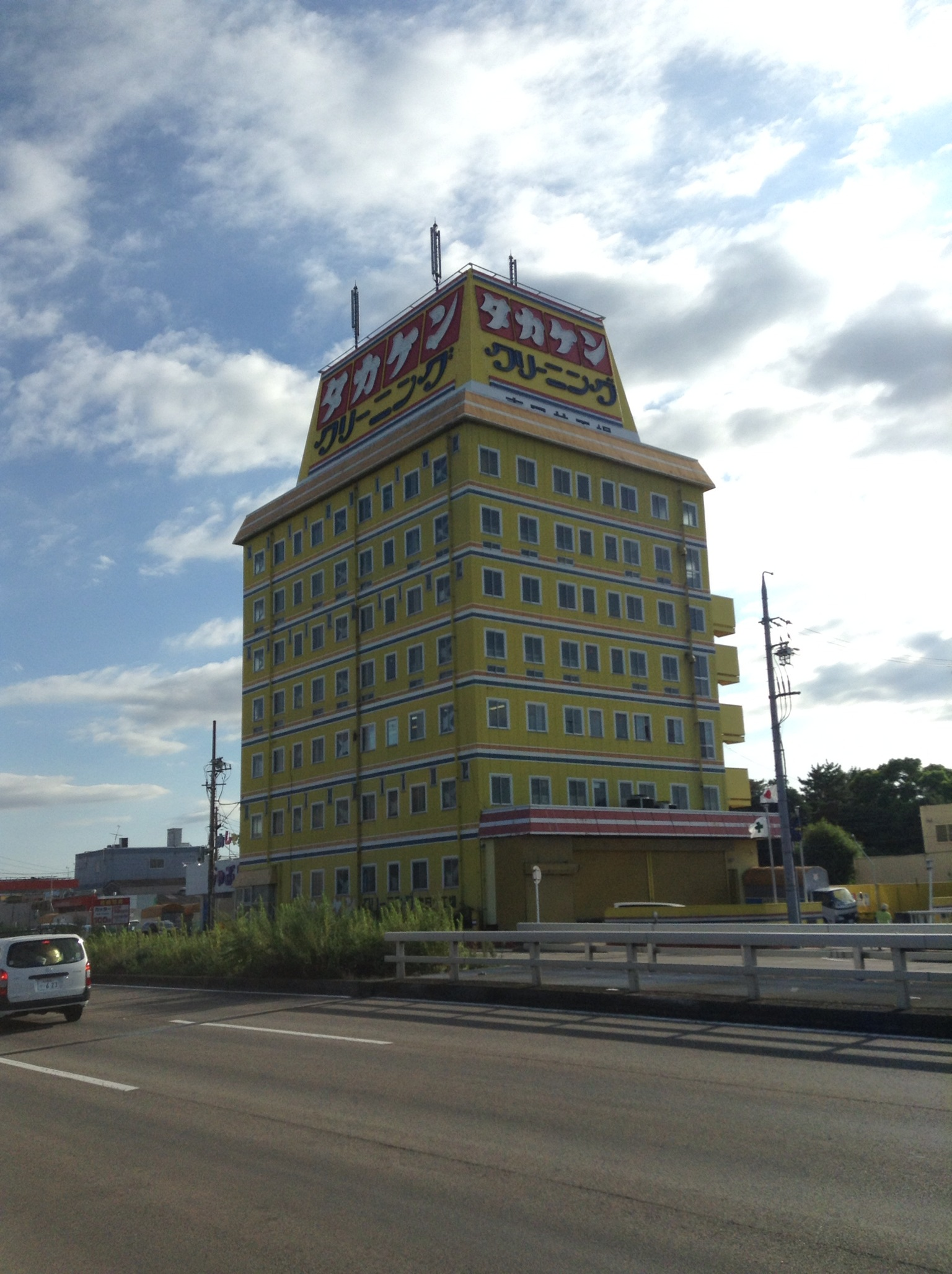
タカケンクリーニング春日井工場
- 名古屋自動車学校春日井校
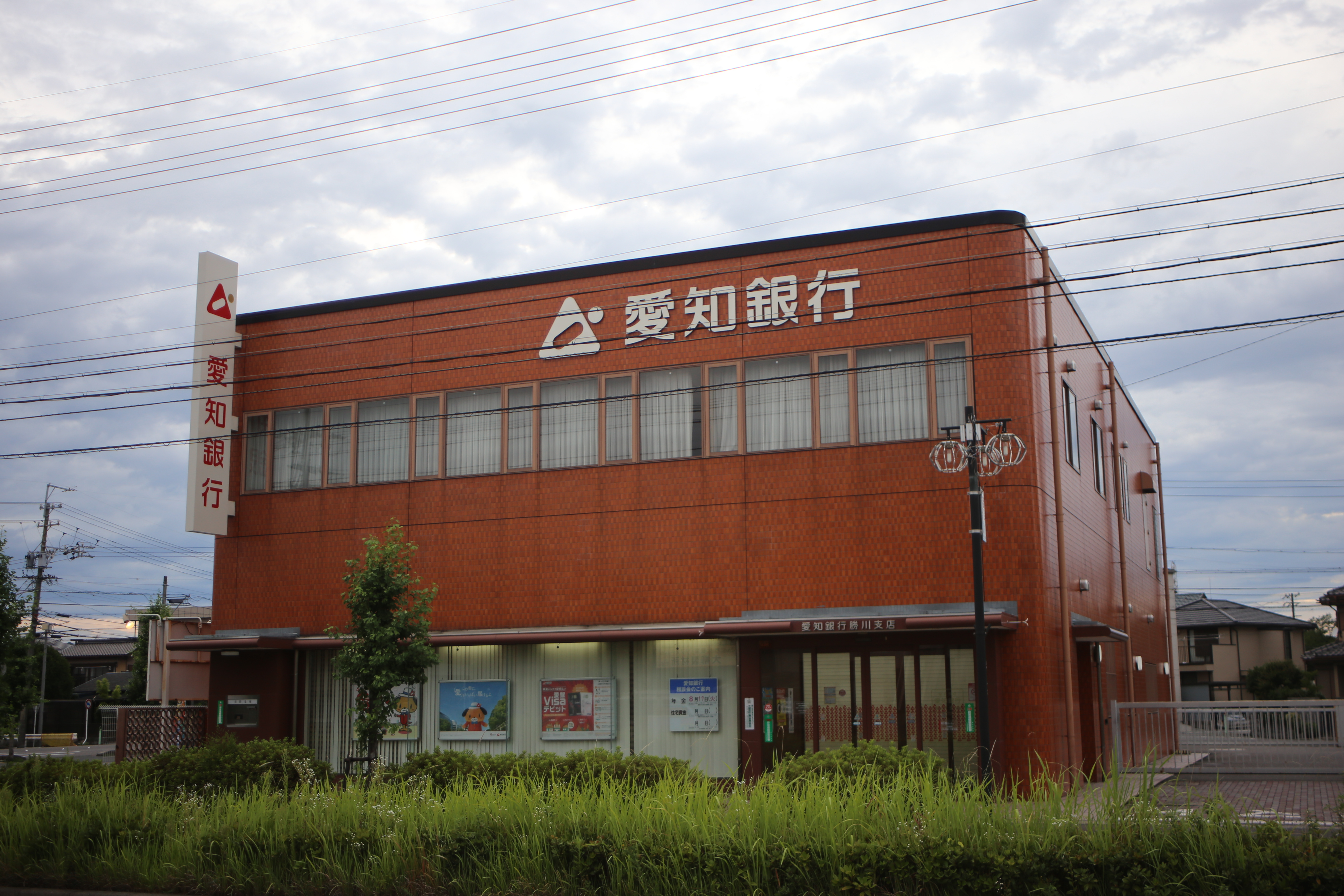
あいち銀行勝川支店
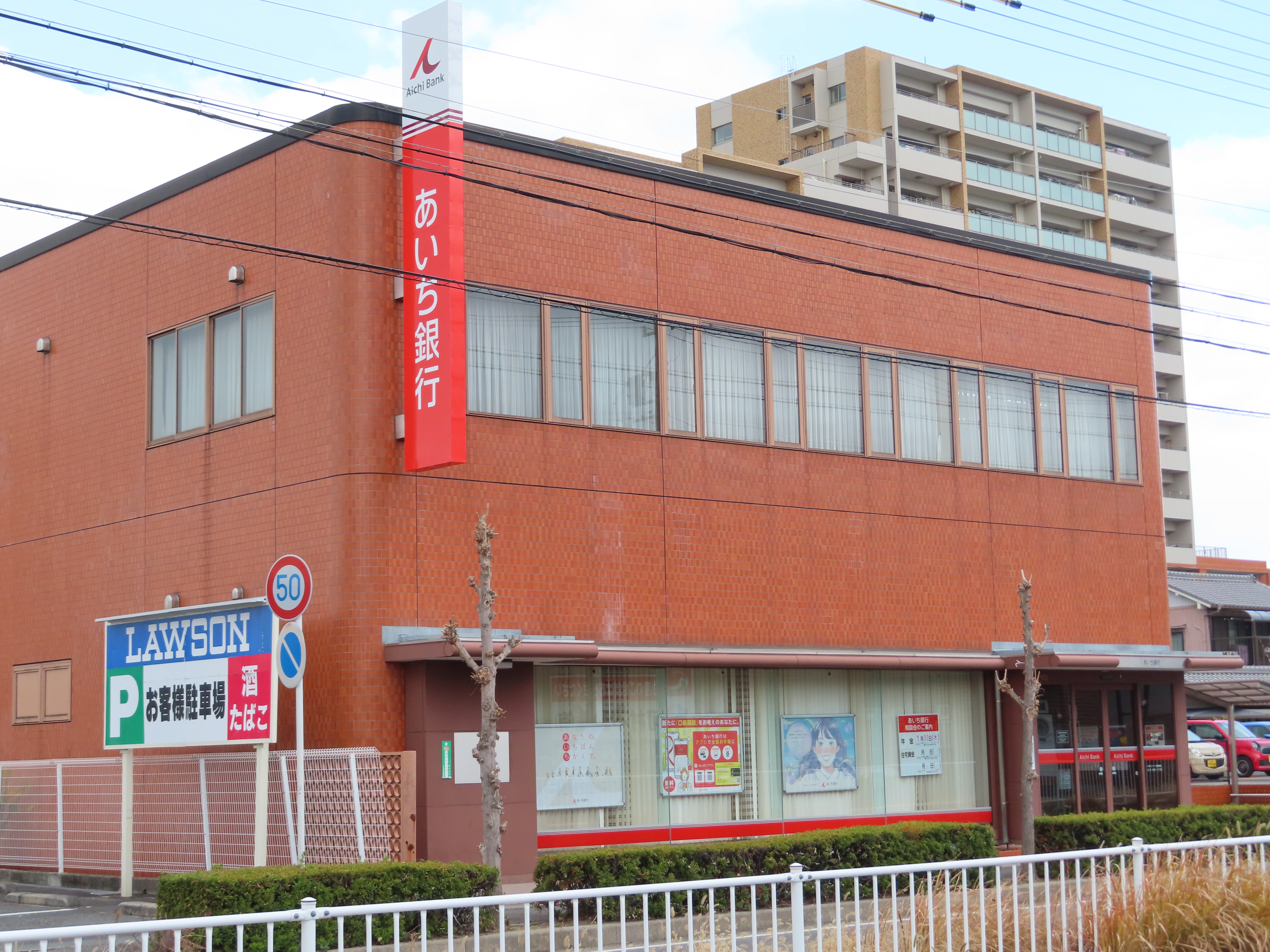
あいち銀行　勝川支店

- 天神社拝殿
- タカケンクリーニング春日井工場
- あいち銀行（旧：愛知銀行）勝川支店（愛知銀行時代）
- あいち銀行　勝川支店

## 史跡
- 勝川遺跡[2]
- 勝川廃寺[2]

## その他

### 日本郵便
- 郵便番号 : 486-0945[WEB 2]（集配局：春日井郵便局[8]）。

### WEB
1. 1 2  “町・丁目別年齢別（5歳階級）男女別人口、世帯”.   春日井市 (2021年10月18日). 2021年10月23日閲覧。
2. 1 2  “郵便番号検索 愛知県>春日井市の郵便番号一覧”.  日本郵便. 2019年7月3日閲覧。
3. ↑  “市外局番の一覧”.   総務省. 2019年6月6日閲覧。
4. ↑  総務省統計局 (2014年3月28日). “平成7年国勢調査の調査結果(e-Stat) - 男女別人口及び世帯数 －町丁・字等” (CSV). 2019年4月27日閲覧。
5. ↑  総務省統計局 (2014年5月30日). “平成12年国勢調査の調査結果(e-Stat) - 男女別人口及び世帯数 －町丁・字等” (CSV). 2019年4月27日閲覧。
6. ↑  総務省統計局 (2014年6月27日). “平成17年国勢調査の調査結果(e-Stat) - 男女別人口及び世帯数 －町丁・字等” (CSV). 2019年4月27日閲覧。
7. ↑  総務省統計局 (2012年1月20日). “平成22年国勢調査の調査結果(e-Stat) - 男女別人口及び世帯数 －町丁・字等” (CSV). 2019年4月27日閲覧。
8. ↑  総務省統計局 (2017年1月27日). “平成27年国勢調査の調査結果(e-Stat) - 男女別人口及び世帯数 －町丁・字等” (CSV). 2019年4月27日閲覧。

### 書籍
1. 1 2 3 4 5 6 7 8 9  「角川日本地名大辞典」編纂委員会 1989, p. 386.
2. 1 2 3 4 5 6 7 8 9 10  「角川日本地名大辞典」編纂委員会 1989, p. 1654.
3. ↑  「角川日本地名大辞典」編纂委員会 1989, p. 1648.
4. ↑  “通学区域一覧表”. 春日井市公式ホームページ. 2021年8月30日閲覧。
5. ↑  “平成29年度以降の愛知県公立高等学校（全日制課程）入学者選抜における通学区域並びに群及びグループ分けについて - 愛知県”. www.pref.aichi.jp. 2021年8月30日閲覧。
6. ↑  “櫻井芳昭「徳川家最高の吉祥武具・勝川具足」『郷土誌かすがい 第74号』”. 春日井市公式ホームページ. 2025年5月19日閲覧。
7. ↑  “富中昭智「家康が小牧長久手の戦いで着用した『勝川具足』を追って」『春日井郷土史　第９号』春日井郷土史研究会”. www.md.ccnw.ne.jp. 2025年5月19日閲覧。
8. ↑  “郵便番号簿 2018年度版” (PDF).   日本郵便. 2019年5月18日閲覧。